# 大洋水産
株式会社大洋水産（たいようすいさん）とは、中四国・兵庫県にて営業活動を行っているスーパーチェーンのフジの水産品の冷凍保管および輸送業務を行う会社である。

## 会社情報
- 代表者：齋藤光義
  - 所在地：〒761-0012 香川県高松市瀬戸内町43番17号
- 創業：1992年（平成4年）10月1日
- 資本金：5000万円
- 年商：67億円
- 取引銀行：香川銀行（本店、円座支店、中央市場支店、岡山南支店）、徳島銀行
- 事業内容：生、冷凍水産物販売

もともとマルナカグループの水産品販売会社であったが、2021年のマックスバリュ西日本・マルナカ・山陽マルナカ経営統合、2024年のフジ・マックスバリュ西日本経営統合を経てフジの子会社となった。